# 下北站
下北站（日语：／ Shimokita eki */?）是位於青森縣陸奧市下北町，屬於東日本旅客鐵道（JR東日本）的大湊線車站。此站是本州和JR東日本最北邊的車站，在站房和月台側設有「天邊之站」的告示牌。

## 歷史
在1939年大畑線啟用後，此站成為兩線轉乘站。大畑線後來經過國鐵再建法後，指定為第1次特定地方交通線。在1985年由下北交通接管，最後在2001年廢止。
- 1939年（昭和14年）12月6日：隨著大畑線開通，此站啟用，同時成為兩線轉乘站（一般車站）。
- 1983年（昭和58年）12月1日：結束貨物起卸業務。
- 1985年（昭和60年）7月1日：大畑線由下北交通接管。國鐵下北站業務委托下北交通負責。
- 1987年（昭和62年）4月1日：伴隨國鐵分割民營化，車站由東日本旅客鐵道（JR東日本）營運[1]。
- 1990年（平成2年）：JR東日本下北站變回直營車站。車站大樓內設有下北交通售票處。
- 2001年（平成13年）4月1日：下北交通大畑線廢止。
- 2007年（平成19年）：開始下北站前廣場工程項目。
- 2009年（平成21年）1月23日：新車站大樓開始使用[2]。
- 2011年（平成23年）10月1日：車站租車開始營業。該服務由大湊站遷移至此站[3]。
- 2013年（平成25年）3月16日：從直營車站（大湊站所屬下北在勤）變為業務委託車站。

## 車站構造
此站是地面車站，設有1面1線的單式月台。月台本身為島式月台，現時只使用一邊，而月台另一邊（舊1號月台）於2001年前為下北交通大畑線月台。曾經來自大湊站一方的列車會直通至大畑線方向，而大湊線列車會在大湊站折返進入大畑線以進行直通運輸，在大畑線由下北交通接手後沒有這個安排。
此站是由大湊站管理的業務委託車站，委托JR東日本東北綜合服務，早上和晚間沒有職員當值。車站大樓內設有綠色窗口（營業時間：早上7時40分至下午5時10分，中間設有休息時間）和1台輕觸式自動售票機。在大畑線廢止前，JR車站職員會在月台檢票。

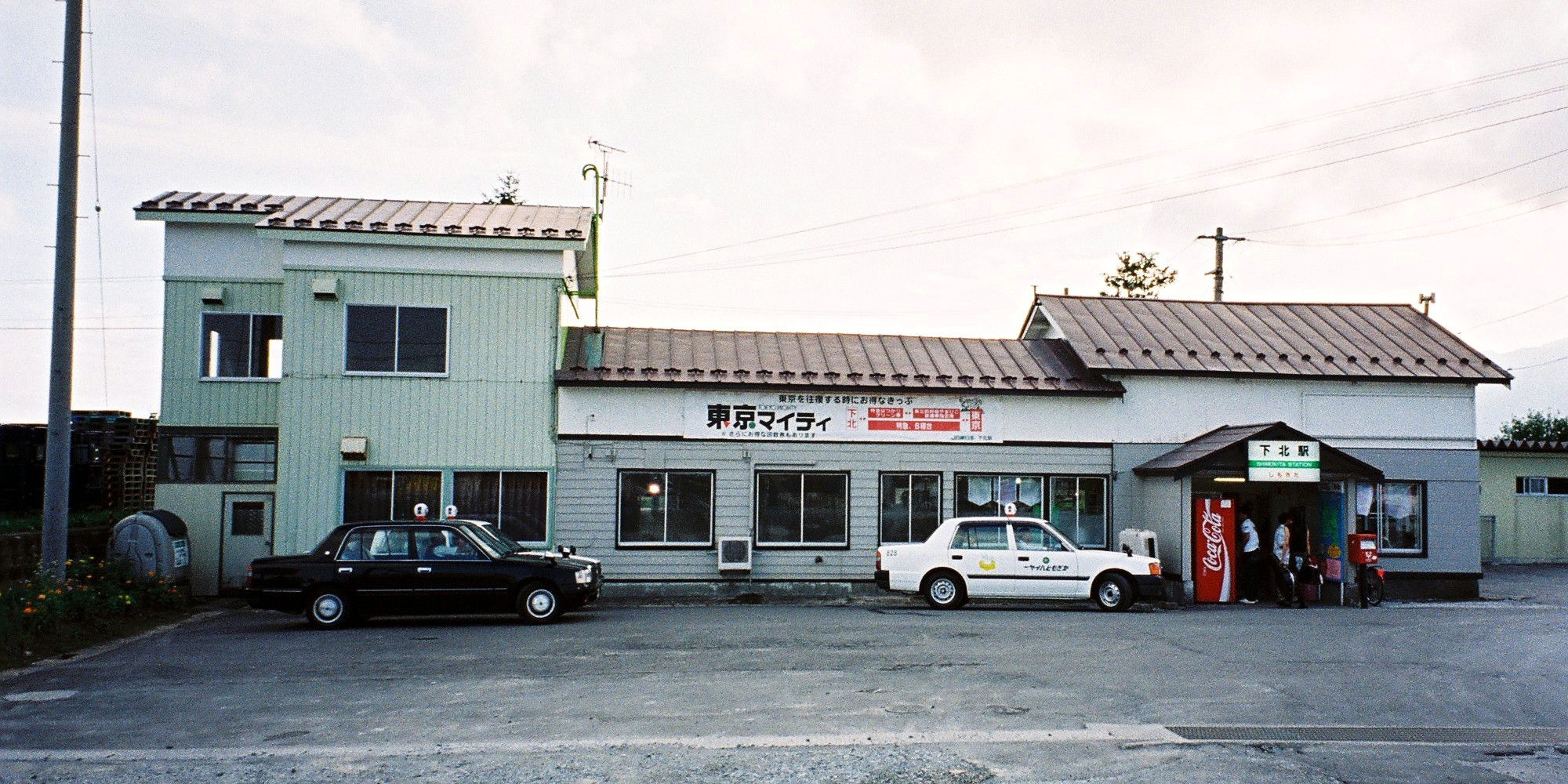
舊車站大樓（2000年8月）
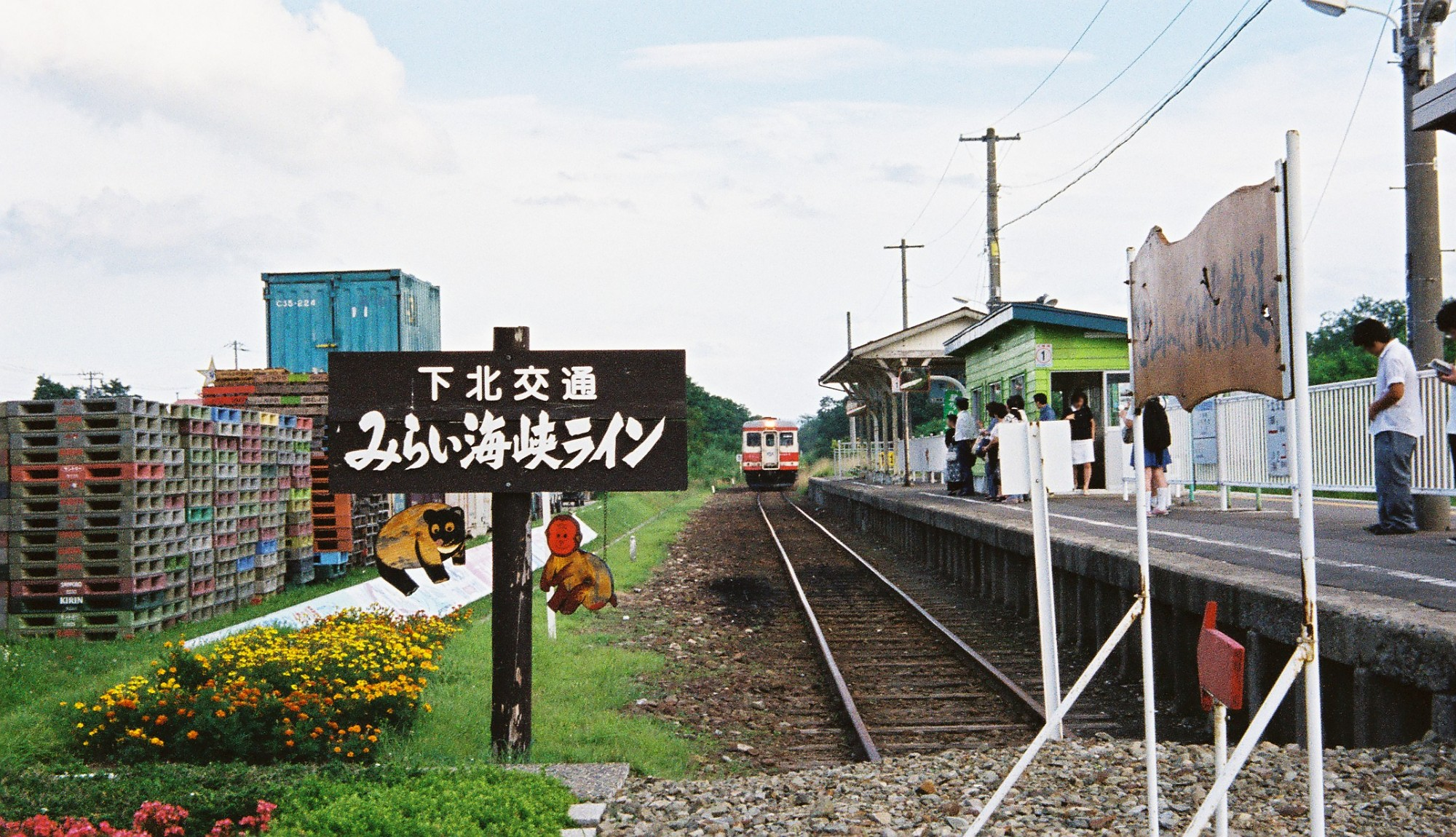
舊1號月台為大畑線月台（2000年8月）
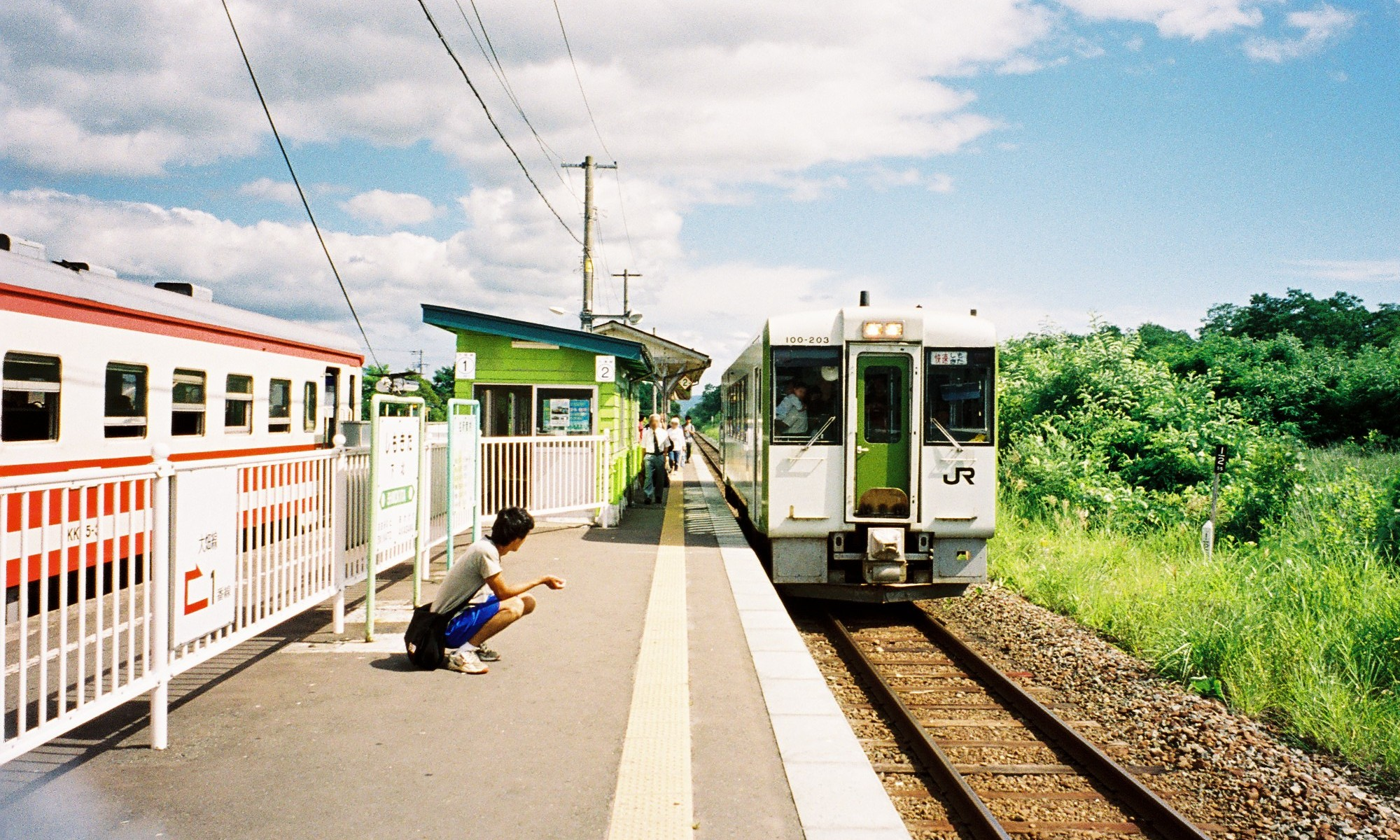
JR大湊線月台（2000年8月）

## 使用狀況
根據「JR東日本」，2019年度（令和元年度）1日平均乘車人次為177人。
| 乘車人次變化       | 乘車人次變化     | 乘車人次變化    |
| 年度               | 1日平均 乘車人次 | 參考資料        |
| ------------------ | ---------------- | --------------- |
| 2000年（平成12年） | 246              | [ 利用客数 2 ]  |
| 2001年（平成13年） | 228              | [ 利用客数 3 ]  |
| 2002年（平成14年） | 251              | [ 利用客数 4 ]  |
| 2003年（平成15年） | 235              | [ 利用客数 5 ]  |
| 2004年（平成16年） | 213              | [ 利用客数 6 ]  |
| 2005年（平成17年） | 194              | [ 利用客数 7 ]  |
| 2006年（平成18年） | 199              | [ 利用客数 8 ]  |
| 2007年（平成19年） | 196              | [ 利用客数 9 ]  |
| 2008年（平成20年） | 188              | [ 利用客数 10 ] |
| 2009年（平成21年） | 197              | [ 利用客数 11 ] |
| 2010年（平成22年） | 198              | [ 利用客数 12 ] |
| 2011年（平成23年） | 175              | [ 利用客数 13 ] |
| 2012年（平成24年） | 187              | [ 利用客数 14 ] |
| 2013年（平成25年） | 191              | [ 利用客数 15 ] |
| 2014年（平成26年） | 193              | [ 利用客数 16 ] |
| 2015年（平成27年） | 194              | [ 利用客数 17 ] |
| 2016年（平成28年） | 198              | [ 利用客数 18 ] |
| 2017年（平成29年） | 185              | [ 利用客数 19 ] |
| 2018年（平成30年） | 193              | [ 利用客数 20 ] |
| 2019年（令和元年） | 177              | [ 利用客数 1 ]  |

## 車站周邊
- 陸奧警署（日语：むつ警察署）下北站前駐在所
- 豐田租車青森陸奧營業所
- 陸奧廣場酒店
- 日本通運陸奧營業所
- 青森縣道176號赤川下北停車場線（日语：青森県道176号赤川下北停車場線）
- 青森縣道177號海老川新町線（日语：青森県道177号海老川新町線）
- 青森縣道272號下北停車場線（日语：青森県道272号下北停車場線）

## 巴士路線
- 下北交通
  - 陸奧巴士總站、大畑、大間、佐井方向（大畑線鐵路替代巴士）
  - 恐山方向（季節性服務）
- 國際興業巴士（日语：国際興業バス）
  - 夜行高速巴士下北號（日语：しもきた号）（前往大宮、新宿，逢星期五、六、日服務）

## 相鄰車站
東日本旅客鐵道（JR東日本）
■大湊線
□快速「下北」
陸奧橫濱－（部分班次停靠近川）－下北－大湊
■普通
赤川－下北－大湊

### 曾經存在的路線
下北交通
大畑線
下北－海老川

## 注腳

### 使用狀況
1. 1 2  . 東日本旅客鉄道.   [2020-07-13]. （原始内容存档于2020-07-10） （日语）.
2. ↑  . 東日本旅客鉄道.   [2019-02-03]. （原始内容存档于2018-02-13） （日语）.
3. ↑  . 東日本旅客鉄道.   [2019-02-03]. （原始内容存档于2019-04-02） （日语）.
4. ↑  . 東日本旅客鉄道.   [2019-02-03]. （原始内容存档于2019-04-02） （日语）.
5. ↑  . 東日本旅客鉄道.   [2019-02-03]. （原始内容存档于2019-04-02） （日语）.
6. ↑  . 東日本旅客鉄道.   [2019-02-03]. （原始内容存档于2019-04-02） （日语）.
7. ↑  . 東日本旅客鉄道.   [2019-02-03]. （原始内容存档于2017-08-08） （日语）.
8. ↑  . 東日本旅客鉄道.   [2019-02-03]. （原始内容存档于2019-03-27） （日语）.
9. ↑  . 東日本旅客鉄道.   [2019-02-03]. （原始内容存档于2017-08-08） （日语）.
10. ↑  . 東日本旅客鉄道.   [2019-02-03]. （原始内容存档于2019-04-02） （日语）.
11. ↑  . 東日本旅客鉄道.   [2019-02-03]. （原始内容存档于2019-04-02） （日语）.
12. ↑  . 東日本旅客鉄道.   [2019-02-03]. （原始内容存档于2016-03-27） （日语）.
13. ↑  . 東日本旅客鉄道.   [2019-02-03]. （原始内容存档于2019-04-02） （日语）.
14. ↑  . 東日本旅客鉄道.   [2019-02-03]. （原始内容存档于2019-03-27） （日语）.
15. ↑  . 東日本旅客鉄道.   [2019-02-03]. （原始内容存档于2019-03-06） （日语）.
16. ↑  . 東日本旅客鉄道.   [2019-02-03]. （原始内容存档于2019-03-06） （日语）.
17. ↑  . 東日本旅客鉄道.   [2019-02-03]. （原始内容存档于2019-03-23） （日语）.
18. ↑  . 東日本旅客鉄道.   [2019-02-03]. （原始内容存档于2019-02-14） （日语）.
19. ↑  . 東日本旅客鉄道.   [2019-02-03]. （原始内容存档于2019-03-25） （日语）.
20. ↑  . 東日本旅客鉄道.   [2019-07-07]. （原始内容存档于2019-07-05） （日语）.

## 外部連結
- 車站資訊（下北）：東日本旅客鐵道（日語）